# Affût (artillerie)
Pour les articles homonymes, voir Affût.

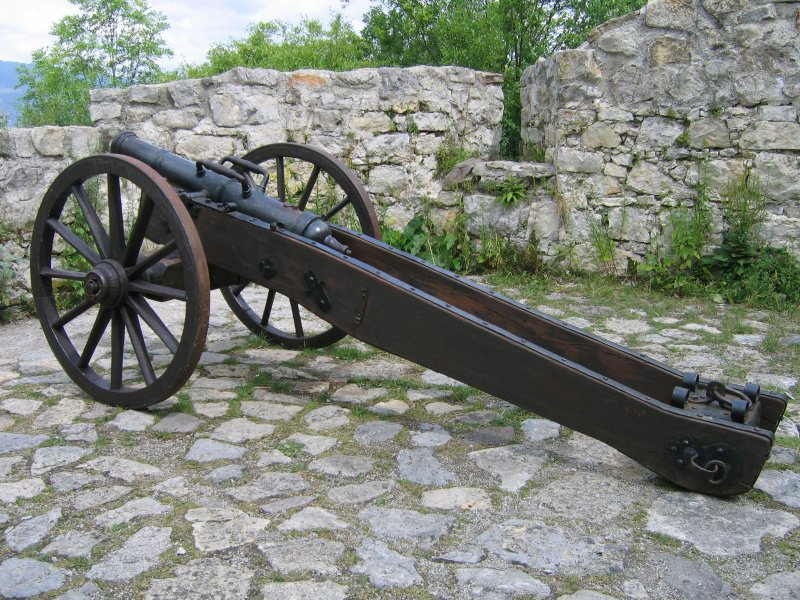
Canon posé sur son affût

Un affût ou affut est un bâti en bois ou métallique qui supporte le plus souvent un canon ou une pièce lourde, et qui en temps de guerre permet de déplacer et de diriger celle-ci, le plus rapidement possible vers un objectif donné.
Ne pas confondre l'affût et l'avant-train : l'avant-train est jusqu'au XIXe siècle un véhicule simple, formé d'un essieu à deux roues, auquel l'affût est relié par une prolonge, un épais cordage long de 7 à 8 m, qui sert à manœuvrer le canon, et qui sert à fixer l'affût à l'avant-train pour déplacer la pièce. L'avant-train, souvent muni d'un caisson à munitions, a pris le nom de prolonge de manœuvre (artillerie) et est ensuite devenu une voiture spécifique, à deux ou quatre roues, pour le transport des munitions ou autres, puis un véhicule automobile. En France, lors de funérailles militaires et nationales, les cercueils, recouverts du drapeau national, sont conduits et escortés sur une prolonge.